# 大和ハウスリアルエステート
大和ハウスリアルエステート株式会社（だいわハウスリアルエステート）は、大阪府大阪市に本社を置く不動産会社で、戸建・土地・マンションなどの売買仲介および買取再生、法人仲介、賃貸管理などを行っている。大和ハウス工業株式会社の完全子会社である。
2023年1月に旧社名の日本住宅流通株式会社から社名変更した。

## 沿革
- 1978年2月 - 大和ハウス工業を中心に大手ハウスメーカー、大手デベロッパー、銀行、生保等の法人株主41社にて、日本住宅流通株式会社を設立。
- 1978年3月 - 社団法人全日本不動産協会に加入。
- 1978年4月 - 宅地建物取引業法に係る大阪府知事免許取得。建設業に係る大阪府知事許可取得。
- 1978年5月 - 大阪本部にて不動産仲介事業を開始。
- 1979年2月 - 東京本部営業を開始。
- 1980年4月 - 大和ハウジングとの合併により建築事業を開始。
- 1984年4月 - 事業用不動産仲介を開始。
- 1990年10月 - 大和綜合管理との合併により賃貸管理事業を開始。
- 1992年10月 - 事業部制を導入。仲介事業部を新設。リースマーケティング事業部を新設し、サブリース事業を推進。
- 1996年 - マンション販売代理事業を開始。
- 2001年4月 - 買取再販事業を開始。
- 2002年9月 - 大和住宅流通と合併し、マンション販売事業部を新設。マンション販売代理事業を強化。ダイワ日住販売と合併。アメニティ評価システムを合併し、不動産鑑定業を開始。
- 2004年4月 - 業界初のマンション資産価値サポートシステム「D’s Bridge（ディーズブリッジ）」をリリース。
- 2007年8月 - 大和ハウス工業の全額出資子会社となる。
- 2008年8月 - 大和ハウス工業と共に優良ストック住宅推進協議会に参画し、「スムストック」査定方式と住宅販売士制度を開始。
- 2010年5月 - 大阪本店にて自社分譲マンション「グレイスロワ」シリーズの販売を開始。
- 2011年11月 - 東京支店にて自社分譲マンション「ソラシア」シリーズの販売を開始。
- 2012年4月 - 買取事業部を新設。
- 2013年4月 - 一棟収益物件の買取再販事業を開始。
- 2018年1月 - 住宅ストックブランド「リブネス」スタート。
- 2021年4月 - 大和ハウスグループ各社事業本部制へ移行。
- 2023年1月 - 大和ハウスリアルエステート株式会社へ社名変更し、大阪市北区の大和ハウス大阪ビルへ本社移転。

## 事業展開
- 不動産流通事業

一戸建や土地、マンション、投資用一棟アパート・マンション等の事業用不動産などの仲介および買取。
- 賃貸管理事業

アパートやマンションの管理代行およびサブリース（一括借上転借）、賃貸共同住宅の保有および運営。
- ソリューション事業

収益用不動産の販売や、「リブネス」のブランド名で賃貸共同住宅を新築。「ソラシア」のブランド名で既存賃貸住宅や既存ビルを再生。信託受益権の売買仲介・買取。
- 開発事業

宅地開発・新築住宅の分譲、住宅や賃貸共同住宅、ビルなどのリフォーム・リノベーション請負。
- その他業務

不動産鑑定士による不動産鑑定業務。

## 営業所・店舗
2025年4月1日現在、以下の営業所・店舗を展開する。営業所・店舗の詳細は、大和ハウスリアルエステート公式サイトを参照。

【大阪本社】
大阪府大阪市北区梅田3-3-5
（大和ハウス大阪ビル8階） 

【東京本店】
東京都千代田区飯田橋2-18-2 
（大和ハウス九段ビル4階）

【店舗・営業所】
北海道（札幌市）
宮城県（仙台市）
東京都（千代田区、立川市）
神奈川県（横浜市）
埼玉県（さいたま市、越谷市）
千葉県（船橋市）
茨城県（守谷市）
愛知県（名古屋市）
大阪府（大阪市、豊中市、高槻市、茨木市、堺市、八尾市）
兵庫県（西宮市、川西市、尼崎市、神戸市、三木市）
京都府（京都市）
奈良県（奈良市）
滋賀県（草津市）
福岡県（福岡市）